# Бернард ван Орлей
Бернард ван Орлей, також відомий як Барент ван Орлей, Бернард Брюссельський (Bernard, Barend, Bernaert або Bernart van Orley) (1488—1492 рр.) , Брюссель — 6 січня 1541 року або 1542 рік, Брюссель) — нідерландський живописець-портретист, офортист.

## Біографія
Бернард ван Орлей народився в Брюсселі в родині, яка походила з Люксембурга. Його батько Валентин ван Орлей (бл. 1466 — Брюссель 1532) народився у герцогстві Брабант, він був позашлюбною дитиною. Бернард і його брат Еверард (який також став живописцем) народилися в Брюсселі. У 1512 році Бернар ван Орлей одружився з Агнесі Сегерс; в 1539 році, незабаром після смерті Агнеси, він одружився з Катріною Геллінкс. У нього було дев'ятеро дітей. Його четверо синів пішли слідами свого батька і також стали художниками.
Іноді припускають, що Бернард ван Орлей отримав мистецьку освіту в Римі в школі Рафаеля, проте немає надійних джерел, які б це підтверджували. У той час у Брюсселі було лише кілька живописців, які мали популярність, таких як Ван Летхем та художники з родини Конікслу. Тому набагато ймовірніше, що Бернард спочатку навчався в майстерні свого батька, живописця, чиє ім'я фігурує як «майстер» у «Ліггере» (регістрах) гільдії Святого Луки  і у якого було кілька учнів.
Бернард ван Орлей отримав свої знання про ренесансний стиль із гравюр за мотивами Рафаеля — сцен із Дій Апостолів, які на той час знаходились у Брюсселі між 1516 та 1520 роками; а зараз вони знаходяться в Лондоні.

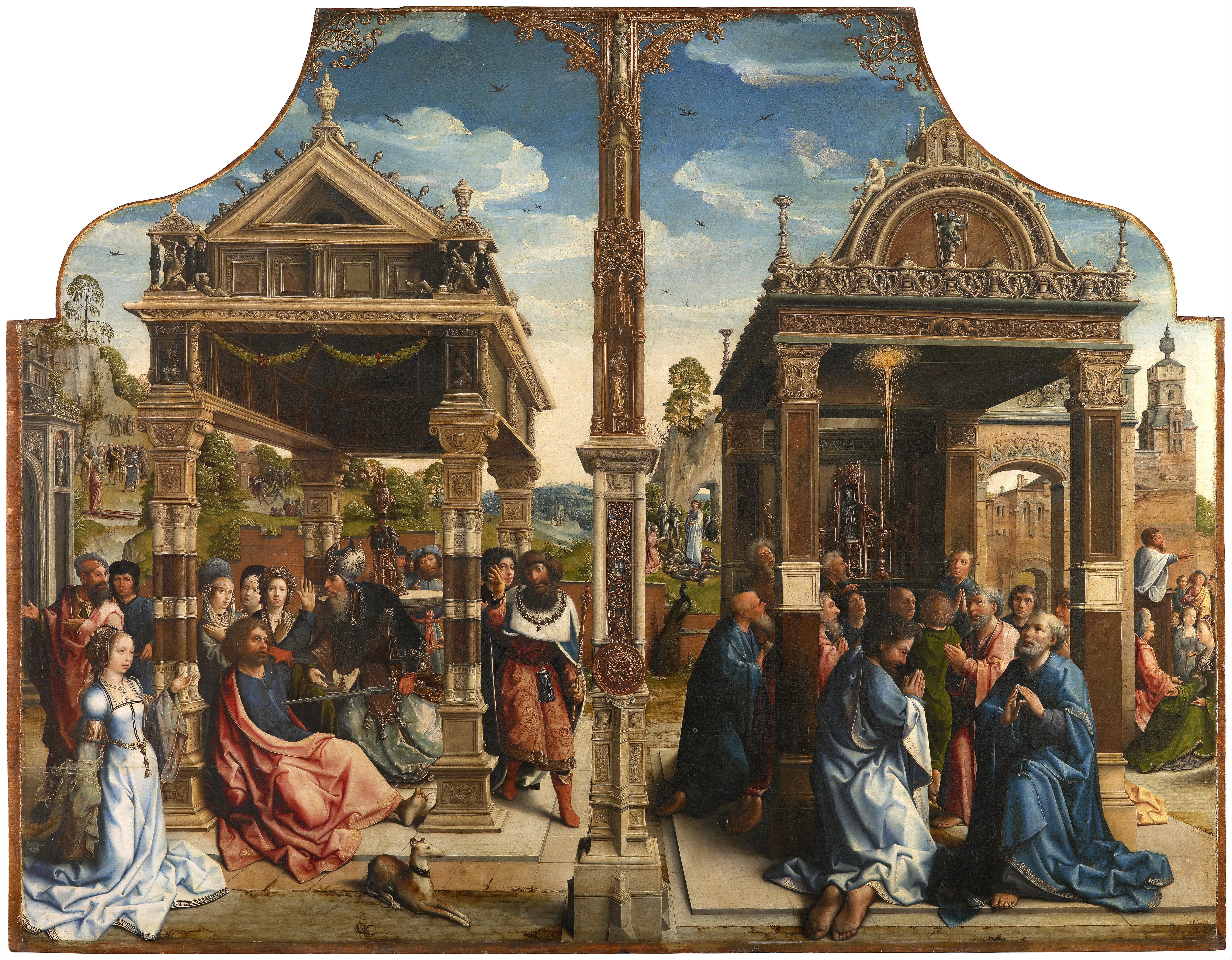
Вівтар святих Томаса і Маттіаса

Згодом юнаків відправили з рідного Брюсселя в Рим. Бернард з 1509 по 1515 рр. подорожував по Італії. У Римі він міг вчитися у Рафаеля, в будь-якому випадку — безумовно зазнав впливу видатного художника, основоположника римського класицизму XVI століття.

## Творчість
Повернувшись до Нідерландів, з 1515 року Бернард був придворним портретистом Маргарити Австрійської, штатгальтера іспанських Нідерландів, а від 1519 року — Карла V Габсбурга. За дорученням Папи Лева Х разом з Пітером ван Альстом наглядав за виготовленням у Брюссельській шпалерній мануфактурі знаменитої серії гобеленів «Діяння св. Апостолів» за зразками Рафаеля. Крім того, ван Орлей займався виготовленням картонів для гобеленів: «Полювання імператора Максиміліана» (Лувр), «Житіє Авраама» (Гемптон-Корт, Лондон). Створював малюнки для вітражів: «Імператор Карл V і його сестра Марія Угорська» (церква св. Гудули, Брюссель).

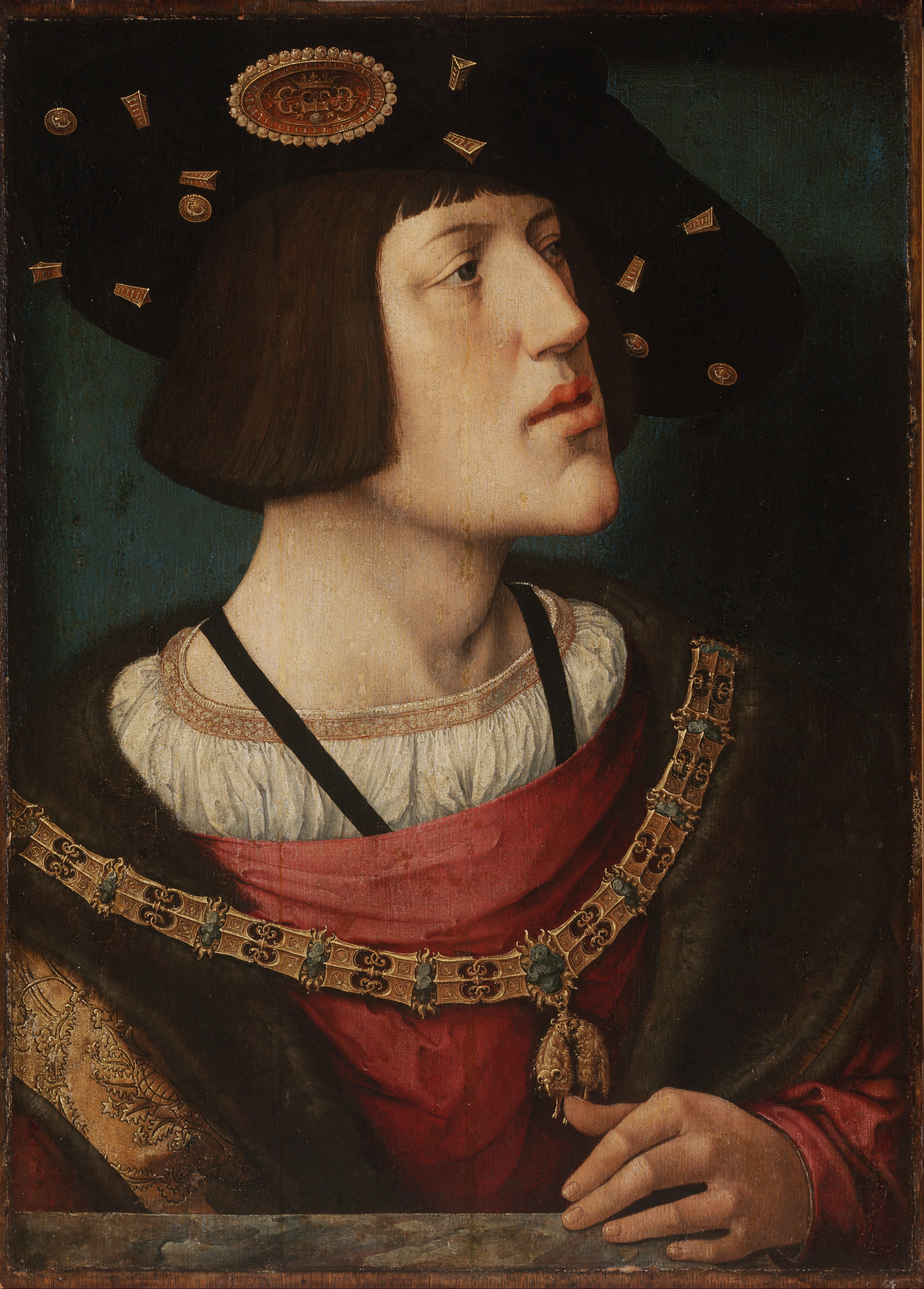
«Портрет Карла V Габсбурга», Будапешт

Один з його найбільш ранніх підписаних творів датується 1512 роком: "" Триптих корпорації теслярів і масонів Брюсселя «, який також називають» вівтарем апостола ". Центральна панель знаходиться у Відні, а бічні панелі — у Брюсселі. Цей триптих розповідає про життя двох апостолів — Хоми та Матвія. Триптих було замовлено для каплиці в Богоматірській церкві Богородиці в Брюсселі.
У своїх ранніх роботах він продовжував традиції Ян ван Ейка, Роджера ван дер Вайдена та їх послідовників, але потім поступово почав інтегрувати італійські мотиви епохи Відродження, представляючи типи фігур та просторові відносини як виявлено у працях Рафаеля.
У 1515 році його попросили взяти на себе створення триптиху для Братства Святого Хреста у каплиці в церкві Сінт-Вальбурга у Вюрні. Він закінчив і доставив його в 1522 році. Ліва панель експонується в Королівському музеї образотворчих мистецтв Бельгії. На центральній частині зображена Свята Єлена, яка зустрічає папу в ренесансних спорудах та італійських мотивах. Інша частина — падіння Ісуса Христа під Хрест. Права панель відображає отримання мощей Страсті.
З 1515 року Бернард та його майстерня отримали багато замовлень на портрети, в тому числі від королівської родини та двору. У 1516 р. він намалював сім портретів, у тому числі Карла V, імператора, який щойно став королем Іспанії та портрети його брата Фердінанда, пізніше короля Угорщини.
Пофарбована копія «Туринської плащаниці» 1516 р., яка зазвичай приписується Альбрехту Дюреру, також іноді приписується Бернарду ван Орлею. До 1517 р. він був визнаним майстром в Антверпенській гільдії Святого Луки.
23 травня 1518 року Бернард Ван Орлей був призначений посадовим регентом Нідерландів Маргарет Австрійської.

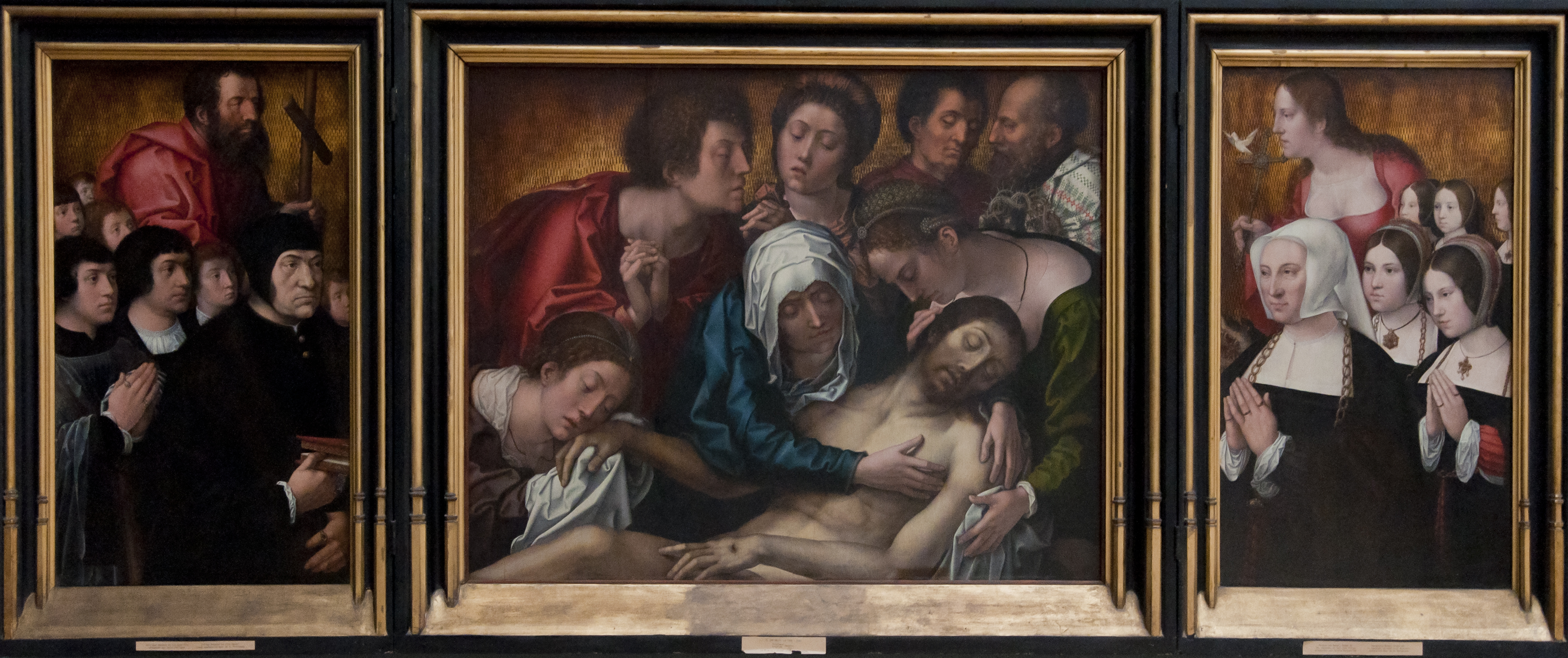
Триптих Ханетона.

## Вітражі
Наприкінці життя Бернард ван Орлей почав проєктувати вітражі. Вікна в північному переході собору Св. Михайла і Гудули в Брюсселі зображують родину Габсбургів (Карл V та його дружина Ізабелла Португальська), Карла Великого та Єлизавету Угорську, а також сцени з легенди про Чудотворного господаря, в той час як у вікнах на південному трансепті зображено Людовика II Угорського та Богемії та його дружину Марію Австрійську, сестру Карла V, що стоїть на колінах перед вертикальною трійцею зі Святим Людовиком та Богородицею з Дитиною. Ці вікна означають зміну стилю. Королівська династія все ще була вбудована в релігійні рамки, але тепер наголос не на шанованому святому. Ці вікна з упевненістю можна віднести до малюнків Бернарда ван Орлея. Вони були виконані майстром-склярем Жаном Хеком.
Бернард також створив вітражі для собору Святого Румбольда у місті Мехелен із зображенням Маргарет Австрійської, її третього чоловіка Філіберта II, герцога Савойського та Христа, що входить до Єрусалиму. Ці вікна були зруйновані під час релігійних конфліктів між 1566 та 1585 роками. У 2004 році у Валенсієні було виявлено неопублікований кольоровий малюнок цих вікон.
Церква святого Бавона у Голландії у місті Гарлемі також має набір вітражів, розроблених ван Орлеєм, із зображенням донатора Йоріса ван Егмонта, єпископа Утрехта та його покровителя Мартіна.

## Інші художники в родині ван Орлея
Бернард ван Орлей належав до великої родини художників, починаючи з батька:
1. Валентин ван Орлей (1466—1532): Філіп ван Орлей (близько 1491—1566) (дизайнер гобелену); Бернард ван Орлей (1492? -1542?), Художник та дизайнер гобеленів; Еверард ван Орлей (народився після 1491 р.), живописець; Гомар ван Орлей, живописець (діяв близько 1533 р.).
2. Бернард ван Орлей: Майкл ван Орлей; Ієронім ван Орлей, живописець (діяв близько 1567—1602); Джайлс ван Орлей, живописець (близько 1535—1553)
3. Жил ван Орлей (близько 1535—1553): Ієронім ван ОрлейІІ (художник та декоратор)
4. Пітер ван Орлей (1638 — після 1708), мініатюрист і пейзажист; Франсуа ван Орлей, художник; Річард ван Орлей I
5. Пітер ван Орлей (1638—1708): Річард ван Орлей II(1663—1732), художник. Ян ван Орлей (1665—1735), живописець.